# Södra Kyrketorps socken
Södra Kyrketorps socken i Västergötland ingick i Gudhems härad, ingår sedan 1974 i Falköpings kommun och motsvarar från 2016 Södra Kyrketorps distrikt.
Socknens areal är 6,05 kvadratkilometer varav 6,00 land. År 2000 fanns här 99 invånare. Sockenkyrkan Stenstorps kyrka är gemensam med Stenstorps och Brunnhems socknar och ligger i Stenstorps socken. Fram till 1800-talets början fanns en egen kyrka för socknen och på den gamla kyrkplatsen står en klockstapel som ringer till helgmålsbön under somrarna.

## Administrativ historik
Socknen har medeltida ursprung. Före den 1 januari 1886 (ändring enligt beslut den 17 april 1885) var namnet Kyrketorps socken.
Vid kommunreformen 1862 övergick socknens ansvar för de kyrkliga frågorna till Kyrketorps församling och för de borgerliga frågorna bildades Kyrketorps landskommun. Landskommunen uppgick 1952 i Stenstorps landskommun som 1974 uppgick i Falköpings kommun. Församlingen uppgick 2006 i Stenstorps församling.
1 januari 2016 inrättades distriktet Södra Kyrketorp, med samma omfattning som församlingen hade 1999/2000.  
Socknen har tillhört län, fögderier, tingslag och domsagor enligt vad som beskrivs i artikeln Gudhems härad. De indelta soldaterna tillhörde Skaraborgs regemente Livkompaniet och Västgöta regemente, Gudhems kompani.

## Geografi
Södra Kyrketorps socken ligger nordost om Falköping kring ån Pösan. Socknen är en odlingsbygd på Falbygden.

## Fornlämningar
En boplats, sju gånggrifter och tre hällkistor från stenåldern är funna. Från järnåldern finns gravar, ett gravfält, domarringar och stensättningar.

## Namnet
Namnet skrevs 1462 Kirkio-torp och kommer från kyrkbyn. Efterleden är torp, 'nybygge' och namnet betyder 'den bebyggelse Torp där en kyrka byggts'.